# (4004) Listiev
(4004) Listiev, internationalement (4004) Listʹev, est un astéroïde de la ceinture principale.
Il est nommé en l'honneur du journaliste russe Vladislav Listiev.

## Description
(4004) Listiev est un astéroïde de la ceinture principale. Il fut découvert le 16 septembre 1971 à Naoutchnyï par l'observatoire d'astrophysique de Crimée. Il présente une orbite caractérisée par un demi-grand axe de 3,10 UA, une excentricité de 0,20 et une inclinaison de 15,7° par rapport à l'écliptique.

## Compléments